# Petrí
Petrí (Petri) är en ort i Grekland.   Den ligger i prefekturen Nomós Korinthías och regionen Peloponnesos, i den södra delen av landet, 100 km väster om huvudstaden Aten. Petrí ligger 293 meter över havet och antalet invånare är 280.
Terrängen runt Petrí är huvudsakligen kuperad, men åt sydväst är den bergig. Petrí ligger nere i en dal. Runt Petrí är det ganska glesbefolkat, med 26 invånare per kvadratkilometer. Närmaste större samhälle är Nemea, 6,1 km sydost om Petrí. 